# Карабутак (приток Илека)
Карабутак — река в России, протекает по Акбулакскому району Оренбургской области. Устье реки находится в 254 км от устья Илека по левому берегу. Длина реки составляет 20 км.
Притоки: Кайрак, Домбаровка.
На реке стоят посёлки Базартюбинского сельсовета Новопривольный и Кайракты(на Кайраке у устья).

## Данные водного реестра
По данным государственного водного реестра России относится к Уральскому бассейновому округу, водохозяйственный участок реки — Илек. Речной бассейн реки — Урал (российская часть бассейна).
Код объекта в государственном водном реестре — 12010000912112200008499.